# شرح حال

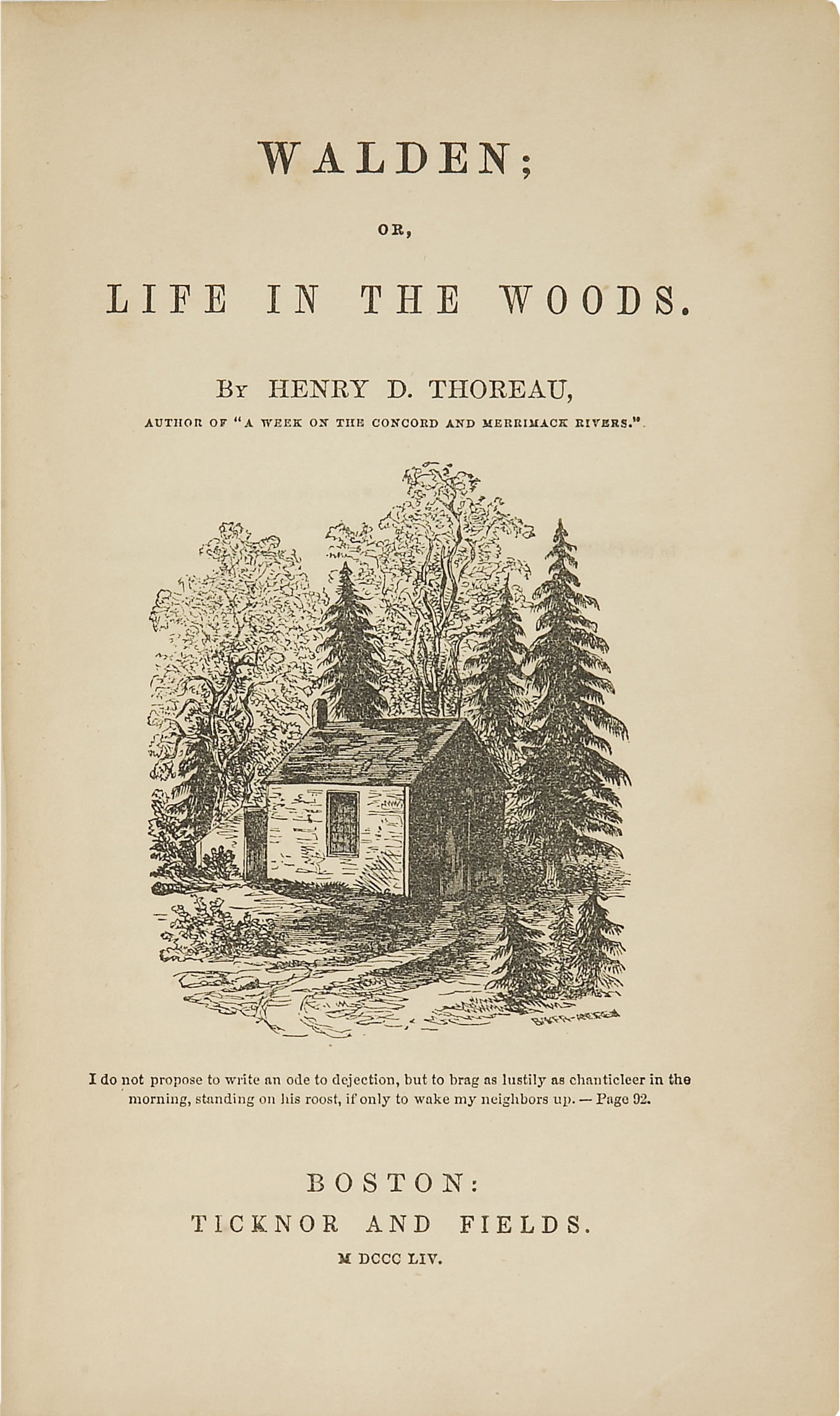
صفحه عنوان شرح حال هِنری دیوید ثورو با عنوان والدن، چاپ ۱۸۵۴

شرح حال، مجموعه‌ای از خاطراتی است که نویسنده در مورد لحظات زندگی یا حوادثی که به‌طور عمومی یا خصوصی برایش اتفاق افتاده‌است، می‌نویسد. اظهارات بیان‌شده در شرح حال واقعی در نظر گرفته می‌شوند. با وجود اینکه از اواخر قرن بیستم شرح حال به عنوان زیر بخشی از زندگی‌نامه یا خودزندگی‌نامه در نظر گرفته می‌شود، این ژانر با تأکیدهای ظریفش از نظر فرم از آن‌ها متفاوت است. یک زندگی‌نامه یا خودزندگی‌نامه داستان «یک زندگی» را می‌گوید، در حالی که شرح حال اغلب «داستانی را از یک زندگی» مثل حوادثی برگزیده یا نکاتی از زندگی نویسنده را می‌گوید. ممکن است نویسندهٔ شرح حال را شرح‌حال‌نویس بنامند.

## شرح حال‌های اولیه
شرح حال‌ها همان‌طور که از شرح حال‌های ژولیوس سزار در مورد جنگ‌های گالی مشخص است از زمان قدیم نوشته می‌شدند. در این شرح حال‌ها قیصر نبردهای نه سال را که او هم در ارتش محلی می‌جنگیده توصیف کرده‌است. دومین کتاب شرح حال او با نام «شرح حالی در مورد جنگ داخلی» شرح حوادث پیش‌آمده در جنگ داخلی بین سال‌های ۴۹ و ۴۸ قبل از میلاد بین پومپه و سنای روم است.